# Ben Radcliffe
Ben Radcliffe (* 25. April 1998 in Leeds) ist ein britischer Schauspieler.

## Leben und Karriere
Radcliffe wurde am 25. April 1998 in Leeds geboren. Er besuchte die Sylvia Young Theatre School und die Hurtwood House. Sein Debüt gab er 2014 in dem Film Cuban Fury – Echte Männer tanzen. Anschließend wurde er 2017 für die Fernsehserie The Evermoor Chronicles gecastet. Von 2019 bis 2020 spielte Radcliffe in der Serie Pandora die Hauptrolle. Außerdem trat er 2021 in Anatomie eines Skandals auf. Unter anderem war er in einer Folge in The Witcher zu sehen. 2024 setzte er seine Karriere in Masters of the Air fort.

## Filmografie
Filme
- 2014: Cuban Fury – Echte Männer tanzen (Cuban Fury)
- 2023: Der Lotse (The Shepherd)

Serien
- 2017: The Evermoor Chronicles
- 2017: The Lodge
- 2018: Ransom
- 2018: Hetty Feather
- 2019–2020: Pandora
- 2022: Anatomie eines Skandals (Anatomy of a Scandal)
- 2023: The Witcher
- 2024: Masters of the Air